# Diatessaron

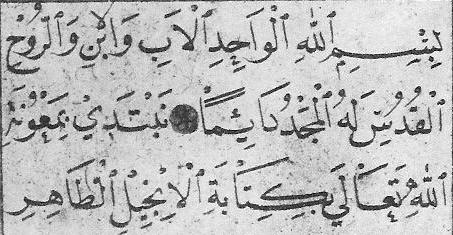
Fragment arabskiego Diatessaronu

Diatessaron (z gr. „διὰ τεσσάρων” – „przez cztery [Ewangelie]”) – najsłynniejsze zestawienie czterech Ewangelii, tzw. harmonia ewangelijna (łac. harmonia evangelica), tzn. próba złożenia jednego integralnego tekstu z 4 Ewangelii kanonicznych. Z powodu bardzo wczesnej daty powstania (II połowa II w.) tekst Diatessaronu jest bardzo ważny dla ustalenia najwcześniejszego tekstu czterech Ewangelii. Niestety nie zachował się żaden kompletny tekst ani po syryjsku ani po grecku, a istniejące jedynie krótkie fragmenty, cytaty oraz późne tłumaczenia sprawiają, że jakiekolwiek studium tego tekstu wymaga uwzględnienia osobnej i specyficznej metodologii i znajomości rzadkich starożytnych i średniowiecznych języków, takich jak np. średnio-perski, średnio-wysoko-niemiecki, czy średnio-niderlandzki. Z tego powodu ustalenie hipotetycznego tekstu choćby jednego wersetu wymaga ogromnej pracy. Zachowały się późne przekłady w językach: arabskim (2 prawdopodobnie niezależne wersje w późnych rękopisach), łacińskim (połowa VI w.), perskim i ormiańskim.

## Historia powstania
Stworzył go Tacjan Syryjczyk około roku 170 n.e. w Rzymie, nie ma pewności czy w języku greckim czy w swym ojczystym syryjskim (albo czy też ewentualnie sam przełożył go na język syryjski).

## Dostępne rękopisy
Teodoret z Cyru po objęciu urzędu biskupa znalazł w swojej diecezji wiele rozpowszechnionych kopii Diatessaronu (ok. 200), które kazał zniszczyć, bojąc się, że dzieło Tacjana, uznanego za heretyka, może zagrozić ortodoksyjnej wierze. Między innymi z tego powodu żadna kompletna kopia tego dzieła nie przetrwała do dzisiaj. Pomimo tego jego oddziaływanie pozostawało istotne przez długie stulecia. Ojcowie syryjscy często odwołują się do niego, a Efrem Syryjczyk w IV wieku napisał do niego obszerny komentarz, dzięki któremu przede wszystkim mamy dostęp do tego dzieła (w armeńskim tłumaczeniu, oraz od połowy XX wieku także w syryskim oryginale – ok. 3/4 całości). W XI wieku Abul Faraj Al Tayyeb przełożył Diatessaron z syryjskiego na arabski.
Odkryty w 1933 roku Dura Parchment 24 uchodził pierwotnie za fragment greckiego Diatessaronu, jednak w roku 1999 przekonanie to zostało zakwestionowane; wysunięto przypuszczenie, iż jest to inna wersja harmonizacji tekstu czterech Ewangelii. Aktualne badania stwierdzają wiele podobieństw, ale także znaczącą liczbę różnic, a tym samym prowadzą do wniosków, że manuskrypt na pewno nie jest tożsamy, ale być może w jakiś sposób zależny od Diatessaronu („tacjańskiej natury”). W tej kwestii wśród badaczy nie ma zgody. Niektórzy uważają niewielki fragment (Mt 18,32-34; 19,1-3.5-7.9-10) zachowany na papirusie {\displaystyle {\mathfrak {P}}^{25}} za fragment Diatessaronu.
Jednym z łacińskich rękopisów przekazujących tekst Diatessaronu jest Kodeks Fuldeński oraz jego kopia Codex Sangallensis 58. Fuldensis jest najważniejszą łacińską kopią Diatessaronu.

## Charakterystyka tekstu
Hipotetyczny Diatessaron reprezentuje zachodni typ tekstu Nowego Testamentu. Oparty jest głównie na Ewangelii Jana, której materiał przekazuje w ponad 90%. Bruce M. Metzger przypuszczał, że Tacjan oprócz czterech Ewangelii wykorzystał jeszcze piątą, apokryficzną. Starotestamentowe cytaty zostały przełożone z hebrajskiego tekstu, niezależnie od Septuaginty i dlatego są ważnym świadkiem tekstu Starego Testamentu. Ostatnio P. J. Williams, opierając się na straszliwych trudnościach w ustaleniu hipotetycznego tekstu choćby pojedynczego wersetu, zasugerował, że najlepszym podejściem przy dzisiejszym stanie wiedzy byłoby traktowanie Diatessaronu nie jako wersji NT, ale świadka rodzaju patrystycznego i jako takiego studiowanie go.

## Tekst
Diatessaron nie zawiera Pericope adulterae, opuszcza obie genealogie Jezusa, Mateuszową i Łukaszową, Józef nigdy nie jest nazywany mężem Marii.
Treść Diatessaronu często dokonuje korekt, które być może odzwierciedlają poglądy sekty enkratytów, do której należał Tacjan, np. Jan Chrzciciel nie je mięsa (jedynie mleko i miód), nie wspomina się ani słowem o małżeństwie pomiędzy Józefem a Maryją, opuszcza się wzmiankę o upiciu się winem na weselu w Kanie (J 2,10), a słowa „opuści człowiek swego ojca i swoją matkę i złączy się ze swoją żoną...” (Mt 19,5) włożone są w usta Adama, a nie Boga itd.